# Seznam narodnih herojev Jugoslavije (P)
Seznam narodnih herojev Jugoslavije, katerih priimki se začnejo na črko P.

## Seznam
- Đoko Pavićević (1872–1970), z redom narodnega heroja odlikovan 27. novembra 1953.
- Stjepan Pavlić Pipo (1916–1942), za narodnega heroja proglašen 27. novembra 1953.
- Miladin Pavličić (1921–1943), za narodnega heroja proglašen 20. decembra 1951.
- Dragan Pavlović Šilja (1908–1942), za narodnega heroja proglašen 21. decembra 1951.
- Drinka Pavlović (1919–1943), za narodnega heroja proglašena 6. julija 1953.
- Milica Pavlović Dara (1915–1944), za narodnega heroja proglašena 14. decembra 1949.
- Miloje Pavlović (1887–1941), za narodnega heroja proglašen 27. novembra 1953.
- Ratko Pavlović Ćićko (1913–1943), za narodnega heroja proglašen 9. oktobra 1945.
- Vniko Paderšič Batreja (1916–1942), za narodnega heroja proglašen 20. decembra 1951.
- Anka Pađen (1924–1945), za narodnega heroja proglašena 20. decembra 1951.
- Vinko Pajić (1912–1941), za narodnega heroja proglašen 24. julija 1953.
- David Pajić (1911–1941), za narodnega heroja proglašen 27. novembra 1953.
- Dušan Pajić-Dašić (1912–1943), za narodnega heroja proglašen 27. novembra 1953.
- Đorđije Đoko Pajković (1917–1980), z redom narodnega heroja odlikovan 10. julija 1953.
- Ibe Palikuća (1927–1944), za narodnega heroja proglašena 8. oktobra 1953.
- Boško Palkovljević Pinki (1920–1942), za narodnega heroja proglašen 25. oktobra 1943.
- Todor Panić (1911–1942), za narodnega heroja proglašen 24. julija 1953.
- Pavle Pap Šilja (1914–1941), za narodnega heroja proglašen 5. julija 1945.
- Žarko Papić (1920–1944), za narodnega heroja proglašen 27. novembra 1953.
- Branislav Parać Relja (1922–1943), za narodnega heroja proglašen 9. oktobra 1953.
- Nenad Parenta (1913–1941), za narodnega heroja proglašen 27. novembra 1953.
- Stanko Parmač (1913–1982), z redom narodnega heroja odlikovan 27. novembra 1953.
- Franc Pasterk Lenart (1912–1943), za narodnega heroja proglašen 27. novembra 1953.
- Katarina Patrnogić (1921–1971), z redom narodnega heroja odlikovana 27. novembra 1953.
- Stanko Paunović Veljko (1907–1942), za narodnega heroja proglašen 25. oktobra 1943.
- Slavko Pejak (1919–1992), z redom narodnega heroja odlikovan 27. novembra 1953.
- Kata Pejnović (1899–1966), za narodnega heroja proglašena 3. juna 1968.
- Andrija Pejović (1911–1997), za narodnega heroja proglašen 27. novembra 1953.
- Vasilije Pejović (1911–1944), za narodnega heroja proglašen 13. jul 1953.
- Dušan Pekić (1921 - 2007), z redom narodnega heroja odlikovan 6. decembra 1944.
- Vuksan Pekiša (1905–1941), za narodnega heroja proglašen 27. novembra 1953.
- Slobodan Penezić Krcun (1918–1964), za narodnega heroja proglašen 5. julija 1952.
- Vladimir Peran Živko (1922–1942), za narodnega heroja proglašen 20. decembra 1951.
- Ibrahim Perviz (1902–1941), za narodnega heroja proglašen 24. julija 1953.
- Branko Perić (1913–1942), za narodnega heroja proglašen 27. novembra 1953.
- Vladimir Perić Valter (1919–1945), za narodnega heroja proglašen 24. julija 1953.
- Ratko Perić (1914–1985), z redom narodnega heroja odlikovan 24. julija 1953.
- Marko Peričin Kamenjar (1912–1982), z redom narodnega heroja odlikovan 20. decembra 1951.
- Branko Perišić Badža (1923–1943), za narodnega heroja proglašen 5. julija 1951.
- Puniša Perović (1911–1985), z redom narodnega heroja odlikovan 27. novembra 1953.
- Miroslav Perc Maks (1912–1945), za narodnega heroja proglašen 20. decembra 1951.
- Zdenko Petranović Jastreb (1919–1942), za narodnega heroja proglašen 20. decembra 1951.
- Olga Petrov (1921–1942), za narodnega heroja proglašena 27. novembra 1953.
- Adam Petrović Gigac (1913–1984), z redom narodnega heroja odlikovan 24. julija 1953.
- Dragoljub Petrović Rade (1919–1994), z redom narodnega heroja odlikovan 20. decembra 1951.
- Dragoslav Petrović Gorski (1919–1996), z redom narodnega heroja odlikovan 27. novembra 1953.
- Dušan Petrović Šane (1914–1977), za narodnega heroja proglašen 5. julija 1952.
- Đuro Petrović (1914–1942), za narodnega heroja proglašen 7. avgusta 1942.
- Milorad Petrović (1903–1942), za narodnega heroja proglašen 27. novembra 1953.
- Radovan Petrović (1916–1942), za narodnega heroja proglašen 20. decembra 1951.
- Stevan Petrović Brile (1921–1943), za narodnega heroja proglašen 22. decembra 1951.
- Boro Petruševski Papučar (1920–1943), za narodnega heroja proglašen 20. decembra 1951.
- Đuro Pećanac Đurekan (1916–1942), za narodnega heroja proglašen 24. julija 1953.
- Rado Pehaček (1913–1983), z redom narodnega heroja odlikovan 27. novembra 1953.
- Bogdan Pecotić (1912–1998), z redom narodnega heroja odlikovan 27. novembra 1953.
- Maks Pečar (1907–1941), za narodnega heroja proglašen 22. julija 1953.
- Novak Pivašević (1904–1942), za narodnega heroja proglašen 20. decembra 1951.
- Moša Pijade (1890–1957), z redom narodnega heroja odlikovan 27. novembra 1953.
- Milan Pilipović (1919–1941), za narodnega heroja proglašen 27. novembra 1953.
- Miha Pintar Toledo (1913–1942), za narodnega heroja proglašen 21. julija 1953.
- Ahmed Pintul (1923–1943), za narodnega heroja proglašen 20. decembra 1951.
- Strahil Pindžur (1915–1943), za narodnega heroja proglašen 29. julija 1945.
- Dimitrije Pisković Trnavac (1914–1987), z redom narodnega heroja odlikovan 6. julija 1953.
- Sima Pogačarević (1908–1941), za narodnega heroja proglašen 20. decembra 1951.
- Franc Poglajen Kranjc (1916–1999), z redom narodnega heroja odlikovan 27. novembra 1953.
- Franc Pokovec (1921–1991), z redom narodnega heroja odlikovan 27. novembra 1953.
- Smilja Pokrajac (1920–1943), za narodnega heroja proglašena 20. decembra 1951.
- Bojan Polak Stjenka (1919 - 2004), z redom narodnega heroja odlikovan 13. septembra 1952.
- Vojin Poleksić (1923–1943), za narodnega heroja proglašen 20. decembra 1951.
- Miro Popara (1916–1942), za narodnega heroja proglašen 20. decembra 1951.
- Alojz Popek Vandek (1920–1943), za narodnega heroja proglašen 13. septembra 1952.
- Blažo Popivoda (1911–1944), za narodnega heroja proglašen 10. julija 1953.
- Krsto Popivoda (1910–1988), z redom narodnega heroja odlikovan 10. julija 1952.
- Branko Popović (1917–1944), za narodnega heroja proglašen 27. novembra 1953.
- Vlado Popović (1914–1972), z redom narodnega heroja odlikovan 10. julija 1952.
- Ilija Popović (1917–1943), za narodnega heroja proglašen 20. decembra 1951.
- Jevrem Popović (1914–1997), z redom narodnega heroja odlikovan 6. julija 1953.
- Koča Popović (1908–1992), z redom narodnega heroja odlikovan 27. novembra 1953.
- Ljubica Popović (1921–1942), za narodnega heroja proglašen 12. julija 1949.
- Miladin Popović (1910–1945), za narodnega heroja proglašen 12. marca 1946.
- Momčilo Popović (1919–1962), za narodnega heroja proglašen 15. decembra 1962.
- Momčilo Popović Ozren (1909–1943), za narodnega heroja proglašen 9. oktobra 1953.
- Nikola Popović (1916–2005), z redom narodnega heroja odlikovan 27. novembra 1953.
- Radoslav Popović (1909–1942), za narodnega heroja proglašen 10. julija 1953.
- Svetozar Popović Milić (1901–1944), za narodnega heroja proglašen 9. oktobra 1953.
- Sekule Popović (1911–1942), za narodnega heroja proglašen 13. julija 1953.
- Tomica Popović (1915–1972), z redom narodnega heroja odlikovan 27. novembra 1953.
- Panče Popovski (1924–1943), za narodnega heroja proglašen 9. oktobra 1953.
- Stane Potočar Lazar (1919–1997), z redom narodnega heroja odlikovan 4. septembra 1953.
- Mile Počuča (1899–1979), z redom narodnega heroja odlikovan 27. novembra 1953.
- Mirko Poštić (1913–1942), za narodnega heroja proglašen 6. decembra 1944.
- Dragica Pravica (1919–1942), za narodnega heroja proglašena 8. juna 1945.
- Đurađ Predojević Đurin (1915–2000), z redom narodnega heroja odlikovan 20. decembra 1951.
- Božina Prelević Bojo (1919–1943), za narodnega heroja proglašen 10. julija 1953.
- Đoko Prelević (1916–1943), za narodnega heroja proglašen 5. julija 1951.
- Đorđe Premović (1910–1943), za narodnega heroja proglašen 27. novembra 1953.
- Janko Premrl Vojko (1920–1943), za narodnega heroja proglašen 18. aprila 1944.
- Josip Preskar Boltek (1920–1943), za narodnega heroja proglašen 20. decembra 1951.
- Marijan Primorac (1921–1946), za narodnega heroja proglašen 20. decembra 1951.
- Rudolf Primorac (1904–1979), z redom narodnega heroja odlikovan 27. novembra 1953.
- Slobodan Princip Seljo (1914–1942), za narodnega heroja proglašen 6. septembra 1942.
- Ognjen Prica (1899–1941), za narodnega heroja proglašen 26. julija 1945.
- Vančo Prkev Sermen (1921–1943), za narodnega heroja proglašen 1. avgusta 1949.
- Petar Prlja (1911–1943), za narodnega heroja proglašen 27. novembra 1953.
- Josip Prša (1922–1943), za narodnega heroja proglašen 27. julija 1953.
- Darko Puač (1919–1994), z redom narodnega heroja odlikovan 20. decembra 1951.
- Nadežda Purić (1903–1941), za narodnega heroja proglašena 6. julija 1953.
- Đuro Pucar Stari (1899–1979), z redom narodnega heroja odlikovan 11. marca 1951.
- Momir Pucarević (1918–1942), za narodnega heroja proglašen 20. decembra 1951.